# کوشک رموک
کوشک رموک مربوط به سده‌های اولیه دوران‌های تاریخی پس از اسلام است و در شهرستان کرمان، بخش شهداد واقع شده و این اثر در تاریخ ۲۶ اردیبهشت ۱۳۴۷ با شمارهٔ ثبت ۸۲۷ به‌عنوان یکی از آثار ملی ایران به ثبت رسیده است.